# Grasser Racing
Le Grasser Racing est une écurie de sport automobile autrichienne, fondée en 2011 par Gottfried Grasser, l'écurie participe à des courses GT avec la marque Lamborghini.
L'écurie débute en compétition en 2012 en participant au championnat allemand ADAC GT Masters avec une Lamborghini Gallardo LP 600. Elle fait son arrivée l'année suivante en Blancpain GT Series. Depuis 2015, elle engage des Lamborghini Huracán GT3.

## Palmarès
- Blancpain GT Series
  - Vainqueur du Blancpain GT Series 2017
- 24 Heures de Daytona
  - Vainqueur dans la catégorie GTD en 2018 et 2019